# 邦比尼亚斯
邦比尼亚斯是巴西圣卡塔琳娜州的一个市镇。总面积34.489平方公里，总人口12456人，人口密度361.2人/平方公里。